# Lasianthus parvifolius
Lasianthus parvifolius är en måreväxtart som beskrevs av Robert Wight. Lasianthus parvifolius ingår i släktet Lasianthus och familjen måreväxter. Inga underarter finns listade i Catalogue of Life.